# Leptodea laevissima
Leptodea laevissima är en musselart som beskrevs av Lea. Leptodea laevissima ingår i släktet Leptodea och familjen målarmusslor. Inga underarter finns listade i Catalogue of Life.